# Matt Wiebe
Matthew Robert Rudolph (Matt) Wiebe (né en 1979 à Winnipeg, Manitoba, Canada) est une personnalité politique canadienne du Nouveau Parti démocratique du Manitoba (NPDM) et un député de l'Assemblée législative du Manitoba et ministre de la Justice et procureur général du Manitoba.
Il représente la circonscription électorale de Concordia depuis le 2 mars 2010. Il a succédé à l'ancien premier ministre de la province, Gary Doer (NPDM) lors d'une élection partielle. Il a été réélu en 2011, 2016, 2019 et 2023. Wiebe est devenu ministre de la Justice et procureur général du Manitoba le 18 octobre 2023. Wiebe a auparavant été whip de l'opposition officielle du NPD et porte-parole pour les ministères des Relations municipales et de l'Infrastructure de 2019 à 2023.

## Biographie
Matt Wiebe est né et a grandi dans le nord-est de Winnipeg, dans la banlieue d'East Kildonan (en). Il a fréquenté le River East Collegiate (en) et a obtenu son diplôme en 1997. Il est titulaire d'un BA en économie et une maîtrise en administration publique de l'Université du Manitoba.
Avant d'occuper un poste élu, Wiebe a travaillé comme adjoint de circonscription dans les bureaux de Gary Doer (au niveau provincial) et du député Bill Blaikie (NPD)
(au niveau fédéral).